# Adnan Januzaj
Adnan Januzaj (født 5. februar 1995 i Bruxelles, Belgien) er en belgisk-albansk fodboldspiller, der spiller for Real Sociedad i Spanien som midtbane.

## Tidlige liv
Januzaj blev født i Bruxelles, i en familie med rødder fra Albanien og Kosovo. I 1992 flygtede Januzajs familie til Bruxelles, da der var krig i Jugoslavien.

## Karriere

### Ungdomskarriere
Januzaj startede karrieren i FC Brussels og spillede der fra 2001 til 2005. Som tiårig skiftede han til Anderlecht. Han spillede her i seks år, indtil han i marts 2011 skiftede til Manchester United som 16-årig.

### Manchester United F.C.
I 2012/13 sæsonen rykkede Alex Ferguson Januzaj op på førsteholdtruppen, og gav ham rygnummer 44. Han blev ikke brugt i hele sæsonen, men var på bænken i sæsonens sidste kamp imod West Bromwich Albion. Selvom han ikke spillede kampe for førsteholdet, vandt han dog "Denzil Haroun Reserve Team Player of the Year" i United.
I 2013/14 sæsonen blev han endelig en del af førsteholdstruppen, og var med på træningslejren til Asien.
Hans officielle debut faldt den 11. august 2013 i Community Shield finalen imod Wigan Athletic, da han med seks minutter tilbage af kampen erstattede Robin van Persie. En måned senere, den 14. september 2013, fik han sin ligadebut for United, hvor han i 68' minut erstattede Ashley Young i 2-0 sejren over Crystal Palace. Den 5. oktober 2013 startede Januzaj for første gang inde i for United, og nettede imponerende to gange i 2-1 sejren over Sunderland.
Den 19. oktober 2013 fik Januzaj en ny femårig kontrakt. Den 3. december 2013 vandt han "BBC Young Sports Personality of the Year", selvom han kun havde spillet ti kampe for United.
Den 10. december 2013 fik han sin UEFA Champions League-debut imod Shakhtar Donetsk på hjemmebane.

### Lån til Borussia Dortmund
Den 31. august 2015 blev Januzaj udlånt til den tyske klub Borussia Dortmund på et sæsonlangt lån.
Januzaj blev hentet hjem af Manchester United, efter et halvt år i Borussia Dortmund, grundet manglende spilletid i den tyske klub.

## Landshold

### Valg af landshold
Januzaj kunne vælge at spille for Belgien som han blev født i, Albanien fordi han etnisk er albaner, samt Kosovo.

### Belgien
Den 23. april 2014 meddelte Belgiens træner, Marc Wilmots, at Januzaj havde bestemt, at han i fremtiden ville spille for Belgien, og efterfølgende blev han udtaget til landets trup til VM i 2014 i Brasilien.